# Charles Collé
Charles Collé, född 14 april 1709, död 3 november 1783, var en fransk poet.
Collé var en populär författare av visor, och skrev i hertigen av Orléans tjänst en rad lätta lustspel samt den på sin tid högt skattade historiska komedin La partie de chasse de Henry IV (1766). Av hans övriga verk märks vissamlingen Chansons joyeuses (1763).